# 虎伯恭
虎伯恭（?—?），回回人，先世本西域人，家居钱塘（今浙江杭州）。明朝初年曲家、诗人。
虎伯恭自幼习学儒学，年青时，和两个弟弟虎伯俭、虎伯让孝义友爱，研习性理之学，同考经行史。虎伯恭“诗学韦柳，字法献羲。至于乐府、隐语，靡不究意”。诗曲已佚。虎伯恭住在杭州，和友人买舟载酒，作湖上游，游览湖山，时人钱塘风流人物以虎伯恭兄弟为首。